# Lacinipolia strigicollis
Lacinipolia strigicollis là một loài bướm đêm trong họ Noctuidae.